# Melina Perez
Melina Nava Pérez (Los Angeles, 9 maart 1979), beter bekend als Melina, is een Amerikaans professioneel worstelaarster en manager. Ze was van 2003 tot 2011 bekend in de WWE.
Melina staat ook bekend om haar opening, bij het binnenkomen van een ring, waar ze beide benen gestrekt horizontaal neerlegt en zo in een soort split staat, waarna ze onder de onderste ringen de ring in komt. Natuurlijk was hierdoor duidelijk haar kruis zichtbaar, dit werd echter elke keer als het gebeurde verborgen gehouden door de worstelaar die ze een tijd heeft gemanaged Johnny Nitro. Nu heeft ze altijd wel iets aan, dat het bedekt. Een andere variatie hiervan is te zien op RAW, waar ze vanuit een staande positie in een split valt en onder de onderste ringen de ring binnen komt.

## Carrière
Voor haar worstelcarrière was Pérez een model. Toen ze in 2000 met Mike Henderson had gepraat, besloot ze om een professionele worstelaar te worden en werd toen in Jesse Hernandez' School of Hard Knocks getraind. Pérez' pro-worsteldebuut kwam in 2002, toen ze lid werd van de Empire Wrestling Federation, in Californië. Daar heeft ze 4 jaar onder de naam Kyra geworsteld, waar ze wel bekendstond om haar Luchador-stijl van worstelen. Ze zeiden zelfs dat zij de meest begaafde vrouwelijke worstelaar was geweest die ooit bij ze is langs geweest en getraind heeft bij ze. Pérez probeerde daarna mee te doen met de Tough Enough, waar ze de laatste 25 haalde, maar al in de eerste tv-opname werd geëlimineerd.

### World Wrestling Entertainment
Pérez debuteerde in de World Wrestling Entertainment (WWE) "farm territory" Ohio Valley Wrestling (OVW) in maart 2004 waar Matt Cappotelli haar volgens de verhaallijn naar binnen bracht om zo haar ex-vriendje Johnny Nitro jaloers te maken. Echter keerde ze zichzelf tegen Cappotelli en sloot zich aan bij Johnny Nitro. Later sloot zich Nitro aan bij Joey Mercury om zo samen met Melina de tag team MNM ((Mercury, Nitro, & Melina) te vormen. In deze formatie wonnen ze later ook de OVW Southern Tag Team Championship. Gedurende deze tijd had ze ook haar eerste pro-worstel match tegen Ariel, die zelf een kortstondige carrière had als ECW Vixen.
Terwijl ze nog in OVW optrad, was ze ook geregeld te zien op WWE televisie uitzendingen. Zo maakte ze tijdens een 2003 aflevering van SmackDown! een optreden als ober, van het brengen van drinken en voedsel, aangekleed als oorspronkelijk Amerikaanse.
Melina maakte haar eerste RAW optreden op 24 november 2004 waar ze meedeed aan een lingerie-fashion show meedeed, die georganiseerd was door tijdelijke General Manager Randy Orton. Melina maakte meer RAW optredens in het najaar van 2004. Toen Chris Jericho General Manager voor de avond was, werd ze teruggestuurd naar OVW samen met MNM.
Op 5 augustus 2011 was haar WWE-contract afgelopen en werd vrijgegeven.

## In worstelen
- Finishers
  - California Dream (WWE) / Kyrapactor (Independent circuit)
  - Charging 180° spinning facebuster
  - Divastator
  - Extreme Makeover (Springboard or a diving spinning facebuster)
  - Frog splash – Independent circuit
  - Inverted leg drop bulldog into a split–legged pin
  - Kyranium Buster (Diving neckbreaker)
  - Last Call (Leg trap sunset flip powerbomb)

- Signature moves
  - Bow and arrow stretch
  - Bodyscissors
  - Diving double knee drop
  - Double palm strike to the stomach
  - Diving seated senton pin
  - Hair pull curb stomp
  - Lariat
  - Modified rope hung dragon sleeper
  - Neckscissors choke to a cornered opponent transitioned into a headscissors takedown
  - Neckscissors transitioned into an axe kick
  - Pendulum backbreaker submission
  - Rope aided calf kick to the neck of a cornered opponent
  - Rope hung boston crab
  - Seated chinlock
  - ingle arm DDT
  - Spinning headscissors twisted into a fujiwara armbar
  - Split–legged hangman's neckbreaker
  - Wheelbarrow sunset flip

- Manager
  - Jillian Hall

- Worstelaars managed
  - Joey Mercury
  - Johnny Nitro
  - Mark Henry
  - Mick Foley
  - Beth Phoenix

- Bijnamen
  - "The A–List Diva"
  - "The Barracuda" (Bestowed upon by Jim Ross)
  - "The Most Dominant Diva in the WWE"
  - "The Paparazzi Princess"
  - "The Red Carpet Diva"

## Kampioenschappen en prestaties
- World Wrestling Entertainment
  - WWE Women's Championship (3 keer)
  - WWE Divas Championship (2 keer)